# شهرستان سلیژاروفسکی
شهرستان سلیژاروفسکی (به لاتین: Selizharovsky District) یک شهرستان در روسیه است که در استان تور واقع شده‌است.